# إينوك كوك
إينوك كوك (23 أبريل 1845 في المملكة المتحدة - 14 أبريل 1927 في المملكة المتحدة)  (بالإنجليزية: Enoch Cook)‏ هو لاعب كريكت بريطاني. لعب مع نادي مقاطعة ديربيشاير للكريكت ‏.